# Дзержинский сельсовет (Красноярский край)
Дзержинский сельсовет - сельское поселение в Дзержинском районе Красноярского края.
Административный центр - село Дзержинское.

## Население
| 2010 | 2012  | 2013  | 2014  | 2015  | 2016  | 2017  |
| ---- | ----- | ----- | ----- | ----- | ----- | ----- |
| 8055 | ↘8015 | ↘7850 | ↘7795 | ↘7711 | ↘7653 | ↘7599 |

## Состав сельского поселения
В состав сельского поселения входят 3 населённых пункта:
| № | Населённый пункт | Тип населённого пункта       | Население |
| - | ---------------- | ---------------------------- | --------- |
| 1 | Дзержинское      | село, административный центр | ↘7374     |
| 2 | Кедровка         | деревня                      | 142       |
| 3 | Усолка           | деревня                      | 539       |

## Местное самоуправление
Дзержинский сельский Совет депутатов
Дата избрания13.09.2015. Срок полномочий: 5 лет. Количество депутатов: 10
Глава муниципального образования
- Сафронов Юрий Петрович. Дата избрания: 14.03.2010.
- Сонич Александр Иванович. Дата избрания: 13.09.2015. Срок полномочий: 5 лет

## Контакты
адрес администрации: 663700, Дзержинский район, с. Дзержинское, ул. Ленина, 113

телефон: (39167) 9-12-96, e-mail: ira-stefanyuk@yandex.ru

http://dzerselsovet.ru